# Chloephila lineolata
Chloephila lineolata là một loài bướm đêm trong họ Crambidae.